# Скопление Снежинки
Скопле́ние Снежи́нки или NGC 2264 (другие обозначения — OCL 495, LBN 911) — рассеянное звёздное скопление, связанное с туманностью, расположенное в созвездии Единорога. Скопление было открыто 18 января 1784 года Уильямом Гершелем.
Находится на расстоянии примерно 800 парсек или 2400—2600 световых лет от Земли. Скопление снежинки получило название из-за своей характерной формы. На фотографиях, сделанных космическим телескопом Спитцер, видны молодые красные звезды и более старые звезды синего цвета. Звёзды NGC 2264 являются молодыми: их возраст составляет около 100 000 лет. Скопление взаимодействует с соседним газо-пылевым облаком, в котором оно было сформировано: звёздный ветер и тепло медленно разрушают эти области звездообразования.
Этот объект входит в число перечисленных в оригинальной редакции «Нового общего каталога».

Область вокруг NGC 2264

## Примечательные объекты скопления
- Туманность Конус
- S Единорога
- KH 15D